# 17197 Matjazbone
A 17197 Matjazbone (ideiglenes jelöléssel 2000 AC12) a Naprendszer kisbolygóövében található aszteroida. A LINEAR projekt keretében fedezték fel 2000. január 3-án.